# Magdeleine Vallieres
Magdeleine Vallieres Mill (* 10. August 2001 in Sherbrooke, Québec) ist eine kanadische Radrennfahrerin, die auf der Straße aktiv ist.

## Sportlicher Werdegang
Nachdem Vallieres 2019 als Juniorin beide Titel auf der Straße gewonnen hatte, wurde sie 2020 Mitglied im WCC Team. Ihre besten Ergebnisse in den zwei Jahren im Team waren ein zweiter Etappenrang sowie der fünfte Gesamtrang bei der Watersley Womens Challenge 2021. Zur Saison 2022 erhielt sie einen Vertrag beim UCI Women’s WorldTeam EF Education-Tibco-SVB, mit dem sie jedoch ohne nennenswerte Ergebnisse blieb.
Nach Auflösung des Teams wurde sie zur Saison 2024 in das neu gegründete Team EF-Oatly-Cannondale übernommen. Bereits beim zweiten Renneinsatz gewann sie im Rahmen der Mallorca Challenge Feminina die Trofeo Palma Femina und erzielte damit den ersten internationalen Erfolg ihrer Karriere.

## Erfolge
2019
- kanadische Junioren-Meisterin – Straßenrennen und Einzelzeitfahren

2024
- Trofeo Palma Femina
- kanadische Meisterin – Kriterium